# 皮耶路易吉·切拉
皮耶路易吉·切拉（義大利語：Pierluigi Cera，1941年2月25日—），意大利男子足球运动员，司职后卫、中场。他曾代表意大利国家队参加1970年国际足联世界杯，结果获得亚军。